# Cuerámaro
Cuerámaro é um município do estado de Guanajuato, no México.